# 奥尔哈市镇
奥尔哈市镇（俄语：Олхинское муниципальное образование）是俄罗斯联邦伊尔库茨克州谢列霍夫区所属的一个市镇。其下辖有个居民点，行政中心为奥尔哈。据2016年统计，该市镇的人口为2205人。